# Piriri to Yukou!
- ピリリと行こう！ (Romaji: Piriri to Yukou!, tên dịch ra tiếng Anh là Let's Go Briskly!) là Single thứ ba của nhóm Berryz Koubou trong Hello! Project. Nó được phát hành vào ngày 26, tháng 5, năm 2004 với nhãn hiệu PICCOLO TOWN và số Catalog PKCP-5040.
- Một bản DVD Single V có PV của bài hát đã được phát hành vào ngày 9, tháng 6, năm 2004 với cùng nhãn hiệu và số Catalog PKBP-5019.
- Piriri to Yukou! là một bài biểu diễn chính trong các buổi trình diễn của Berryz Koubou và Hello! Project.

## Credit
- Sáng tác lời: Tsunku
- Dàn dựng: Hirata Shouichirou

## Danh sách bài hát trên CD
1. ピリリと行こう！ (Romanji: Piriri to Yukou!)
2. かっちょええ！ (Romanji: Kacchoee!)
3. ピリリと行こう！ (Instrumental) (Piriri to Yukou! (Bản nhạc khí))

## Danh sách bài hát trên Single V
1. ピリリと行こう！ (Romanji: Piriri to Yukou!)
2. ピリリと行こう！ (Close-Up Ver.) (Piriri to Yukou! (Bản cận mặt))
3. メイキング映像 (quá trình dàn dựng)

## Những buổi biểu diễn trên truyền hình
- Ngày 23, tháng 05, năm 2004 Hello! Morning
- Ngày 28, tháng 05, năm 2004 Pop Jam
- Ngày 10, tháng 06, năm 2004 AX MUSIC TV
- Ngày 19, tháng 06, năm 2004 CDTV

## Những buổi biểu diễn phối hợp
- Hello! Project 2004 SUMMER ~Natsu no Doon!~
- 2004 Natsu First Concert Tour "W Stand-by! Double U & Berryz Koubou!" (Gồm 2 show diễn, một của Berryz Koubou và một cùng với nhóm W)
- Hello! Project 2005 Winter All-Stars Dairanbu ~A HAPPY NEW POWER! Iida Kaori Sotsugyo Special~ - Yasuda Kei, Yaguchi Mari, Ishikawa Rika, Kago Ai, Niigaki Risa, Fujimoto Miki, Kamei Eri, Tanaka Reina, Inaba Atsuko, Asami, Miuna, Murata Megumi, Maeda Yuki, Matsuura Aya, Shimizu Saki, Natsuyaki Miyabi, Ishimura Maiha, Kumai Yurina, Umeda Erika, Nakajima Saki, Okada Yui
  - Hello! Project 2005 Winter ~A Happy New Power~ Akagumi - Yaguchi Mari, Ishikawa Rika, Niigaki Risa, Fujimoto Miki, Kamei Eri, Tanaka Reina, Asami, Miuna, Murata Megumi, Matsuura Aya, Umeda Erika, Nakajima Saki, Okada Yui
  - Hello! Project 2005 Winter ~A Happy New Power~ Shirogumi - Yasuda Kei, Kago Ai, Inaba Atsuko, Maeda Yuki, Shimizu Saki, Natsuyaki Miyabi, Ishimura Maiha, Kumai Yurina
- Berryz Koubou Live Tour 2005 Shoka Hatsu Tandoku ~Marugoto~
- 2005nen Natsu W & Berryz Koubou Concert Tour "HIGH SCORE!" (cùng nhóm W)
- Berryz Koubou Live Tour 2005 Aki ~Switch ON!~
- Hello! Project 2006 Winter ~Wonderful Hearts~ - Wonderful Hearts
- Hello! Project 2006 Winter ~Zeninshuu GO!~ - Wonderful Hearts
- Berryz Koubou Concert Tour 2006 Haru ~Nyoki Nyoki Champion!~
- Hello! Project 2006 Summer ~Wonderful Hearts Land~ (cùng nhóm Morning Musume)
- Berryz Koubou Summer Concert Tour 2006 "Natsu Natsu! ~Anata wo Suki ni Naru Sangenzoku~"
- 2007 Sakura Mankai Berryz Koubou Live ~Kono Kandou wa Nidoto Nai Shunkan de Aru~
- Berryz Koubou Concert 2007 Haru ~Zoku Sakura Mankai Golden Week Hen~
- Dai 1 Kai Hello! Project Shinjin Kouen ~Saru no Koku~ / ~Tori no Koku~ - Hello! Pro Egg, THE Possible, Arihara Kanna, Mitsui Aika, Junjun, Linlin
- 2007 Hello! Project Shinjin Kouen 11gatsu ~Shinagawa de Aimashou~ - Hello! Pro Egg
- Hello! Pro Egg Delivery Station! 03 - Sawada Yuri, Komine Momoka, Maeda Yuuka, Fukuda Kanon, Saho Akari
- 2008 Hello! Project Shinjin Kouen 6gatsu ~Akasaka HOP!~ - Aoki Erina, Tanaka Anri, Saho Akari, Sainen Mia, Okai Asuna, Sekine Azusa, Maeda Irori, Arai Manami

## Bảng xếp hạng và doanh thu trênOricon
| T. Hai | T. Ba | T. Tư | T. Năm | T. Sáu | T. Bảy | C. Nhật | Xếp hạng trong tuần | Lợi nhuận hàng tuần |
| ------ | ----- | ----- | ------ | ------ | ------ | ------- | ------------------- | ------------------- |
| -      | 23    | 27    | -      | -      | -      | -       | 37                  | 7.883               |
| -      | -     | -     | -      | -      | -      | -       | 107                 | 1.455               |
| -      | -     | -     | -      | -      | -      | -       | 191                 | 542                 |
| -      | -     | -     | -      | -      | -      | -       | 167                 | 596                 |

Tổng doanh thu: 10.476

## Liên kết khác
- Danh mục bài hát của Berryz Koubou từ UP-FRONT WORKS: CD Lưu trữ ngày 29 tháng 8 năm 2012 tại Wayback Machine, DVD Lưu trữ ngày 8 tháng 9 năm 2012 tại Wayback Machine
- Lời bài hát từ trang projecthello.com: Piriri to Yukou!, Kacchoee!
- Dịch lời bởi Kiwi Musume: Let's Be Spicy!
- Dịch lời bởi Megchan: Cool! Lưu trữ ngày 9 tháng 10 năm 2008 tại Wayback Machine

### Đặt hàng tại
- CD: Amazon JP, Yes Asia[liên kết hỏng], CDJapan
- Single V DVD: Amazon JP, Yes Asia[liên kết hỏng], CD Japan